# West Ham United Football Club 2024-2025
Questa voce raccoglie le informazioni riguardanti il West Ham United Football Club nelle competizioni ufficiali della stagione 2024-2025.

## Maglie e sponsor
Per la stagione 2024-2025 lo sponsor tecnico è Umbro, mentre il main sponsor sulla maglia è Betway.
|  | Casa | Trasferta | 3ª divisa |

## Rosa
| N. |                        | Ruolo | Calciatore              |
| -- | ---------------------- | ----- | ----------------------- |
| 1  | Polonia (bandiera)     | P     | Łukasz Fabiański        |
| 3  | Inghilterra (bandiera) | D     | Aaron Cresswell         |
| 4  | Spagna (bandiera)      | C     | Carlos Soler            |
| 5  | Rep. Ceca (bandiera)   | D     | Vladimír Coufal         |
| 7  | Paesi Bassi (bandiera) | A     | Crysencio Summerville   |
| 8  | Inghilterra (bandiera) | C     | James Ward-Prowse       |
| 9  | Giamaica (bandiera)    | A     | Michail Antonio         |
| 10 | Brasile (bandiera)     | C     | Lucas Paquetá           |
| 11 | Germania (bandiera)    | A     | Niclas Füllkrug         |
| 14 | Ghana (bandiera)       | C     | Mohammed Kudus          |
| 15 | Grecia (bandiera)      | D     | Kōnstantinos Mavropanos |
| 17 | Brasile (bandiera)     | A     | Luis Guilherme          |
| 18 | Inghilterra (bandiera) | A     | Danny Ings              |
| 19 | Messico (bandiera)     | C     | Edson Álvarez           |
| 20 | Inghilterra (bandiera) | A     | Jarrod Bowen ()         |

| N. |                             | Ruolo | Calciatore        |
| -- | --------------------------- | ----- | ----------------- |
| 21 | Inghilterra (bandiera)      | P     | Wes Foderingham   |
| 23 | Francia (bandiera)          | P     | Alphonse Areola   |
| 24 | Argentina (bandiera)        | C     | Guido Rodríguez   |
| 25 | Francia (bandiera)          | D     | Jean-Clair Todibo |
| 26 | Inghilterra (bandiera)      | D     | Max Kilman        |
| 28 | Rep. Ceca (bandiera)        | C     | Tomáš Souček      |
| 29 | Inghilterra (bandiera)      | D     | Aaron Wan-Bissaka |
| 33 | Italia (bandiera)           | D     | Emerson           |
| 34 | Irlanda (bandiera)          | A     | Evan Ferguson     |
| 39 | Scozia (bandiera)           | C     | Andy Irving       |
| 40 | Inghilterra (bandiera)      | C     | George Earthy     |
| 42 | Inghilterra (bandiera)      | D     | Kaelan Casey      |
| 50 | Irlanda del Nord (bandiera) | A     | Callum Marshall   |
| 57 | Inghilterra (bandiera)      | C     | Oliver Scarles    |
| 61 | Inghilterra (bandiera)      | C     | Lewis Orford      |

## Calciomercato

### Sessione estiva
| Acquisti         | Acquisti              | Acquisti            | Acquisti                                        |
| R.               | Nome                  | da                  | Modalità                                        |
| ---------------- | --------------------- | ------------------- | ----------------------------------------------- |
| D                | Max Kilman            | Wolverhampton       | definitivo (47,5 milioni €)                     |
| A                | Crysencio Summerville | Leeds Utd           | definitivo (29,3 milioni €)                     |
| A                | Niclas Füllkrug       | Borussia Dortmund   | definitivo (27 milioni €)                       |
| A                | Luis Guilherme        | Palmeiras           | definitivo (23 milioni €)                       |
| D                | Aaron Wan-Bisssaka    | Manchester United   | definitivo (17,6 milioni di €)                  |
| C                | Guido Rodríguez       |                     | definitivo (svincolato)                         |
| P                | Wes Foderingham       |                     | definitivo (svincolato)                         |
| D                | Jean-Clair Todibo     | Nizza               | prestito con obbligo di riscatto (40 milioni €) |
| C                | Carlos Soler          | Paris Saint-Germain | prestito                                        |
| A                | Saïd Benrahma         | Olympique Lione     | rientro prestito                                |
| D                | Thilo Kehrer          | Monaco              | rientro prestito                                |
| Altre operazioni |                       |                     |                                                 |
| R.               | Nome                  | da                  | Modalità                                        |
| C                | Mohamadou Kanté       | Paris FC            | definitivo (?)                                  |
| C                | Andy Irving           | Austria Klagenfurt  | rientro prestito                                |
| P                | Nathan Trott          | Vejle               | rientro prestito                                |
| D                | Kaelan Casey          |                     | aggregato dalle giovanili                       |
| C                | Oliver Scarles        |                     | aggregato dalle giovanili                       |

| Cessioni         | Cessioni          | Cessioni          | Cessioni                                                   |
| R.               | Nome              | a                 | Modalità                                                   |
| ---------------- | ----------------- | ----------------- | ---------------------------------------------------------- |
| C                | Flynn Downes      | Southampton       | definitiva (17,85 milioni €)                               |
| A                | Saïd Benrahma     | Olympique Lione   | definitiva (esercizio opzione d'acquisto - 14,4 milioni €) |
| D                | Thilo Kehrer      | Monaco            | definitiva (esercizio opzione d'acquisto - 14,4 milioni €) |
| D                | Ben Johnson       |                   | definitiva (svincolato)                                    |
| D                | Angelo Ogbonna    |                   | definitiva (svincolato)                                    |
| P                | Joseph Anang      |                   | definitiva (svincolato)                                    |
| D                | Nayef Aguerd      | Real Sociedad     | prestito                                                   |
| C                | James Ward-Prowse | Nottingham Forest | prestito                                                   |
| D                | Kurt Zouma        | Al-Orobah         | prestito                                                   |
| A                | Maxwel Cornet     | Southampton       | prestito                                                   |
| A                | Divin Mubama      |                   | definitiva (svincolato)                                    |
| C                | Kalvin Phillips   | Manchester City   | fine prestito                                              |
| Altre operazioni |                   |                   |                                                            |
| R.               | Nome              | da                | Modalità                                                   |
| C                | Mohamadou Kanté   | Paris FC          | prestito                                                   |
| P                | Nathan Trott      | Copenaghen        | definitiva (1,5 milioni €)                                 |

### Sessione invernale
| Acquisti         | Acquisti          | Acquisti          | Acquisti                  |
| R.               | Nome              | da                | Modalità                  |
| ---------------- | ----------------- | ----------------- | ------------------------- |
| A                | Evan Ferguson     | Brighton          | prestito                  |
| C                | James Ward-Prowse | Nottingham Forest | rientro prestito          |
| A                | Maxwel Cornet     | Southampton       | rientro prestito          |
| Altre operazioni |                   |                   |                           |
| R.               | Nome              | da                | Modalità                  |
| C                | Lewis Orford      |                   | aggregato dalle giovanili |

| Cessioni         | Cessioni      | Cessioni | Cessioni |
| R.               | Nome          | a        | Modalità |
| ---------------- | ------------- | -------- | -------- |
| A                | Maxwel Cornet | Genoa    | prestito |
| Altre operazioni |               |          |          |
| R.               | Nome          | da       | Modalità |
|                  |               |          |          |

## Risultati

### Premier League
| Arbitro: | Harrington |

|                          |           |                    |
| Lucas Paquetá 37’ (rig.) | Marcatori | 4’ Onana 79’ Durán |

| Arbitro: | Jones |

|  |           |                      |
|  | Marcatori | 67’ Souček 72’ Bowen |

| Arbitro: | Oliver |

|                 |           |                                     |
| Dias 19’ (aut.) | Marcatori | 10’ Haaland 30’ Haaland 83’ Haaland |

| Arbitro: | Robinson |

|                |           |            |
| R. Jiménez 24’ | Marcatori | 90+5’ Ings |

| Arbitro: | Barrott |

|  |           |                                   |
|  | Marcatori | 4’ Jackson 18’ Jackson 47’ Palmer |

| Arbitro: | Hooper |

|           |           |            |
| Mbeumo 1’ | Marcatori | 54’ Souček |

| Arbitro: | Taylor |

|                                                  |           |          |
| Antonio 1’ Kudus 43’ Bowen 49’ Lucas Paquetá 69’ | Marcatori | 6’ Delap |

| Arbitro: | Madley |

|                                                       |           |           |
| Kulusevski 36’ Bissouma 52’ Areola 55’ (aut.) Son 60’ | Marcatori | 18’ Kudus |

| Arbitro: | Coote |

|                             |           |              |
| Summerville 74’ Bowen 90+2’ | Marcatori | 81’ Casemiro |

| Arbitro: | Bankes |

|                                   |           |  |
| Wood 27’ Hudson-Odoi 65’ Aina 78’ | Marcatori |  |

| Londra 9 novembre 2024, ore 15:00 WET 11ª giornata | West Ham Utd | 0 – 0 referto | Everton | London Stadium (62 463 spett.)\| Arbitro: \| Attwell \| |
| Arbitro:                                           | Attwell      |               |         |                                                         |

| Arbitro: | Pawson |

|  |           |                            |
|  | Marcatori | 10’ Souček 53’ Wan-Bissaka |

| Arbitro: | Taylor |

|                             |           |                                                                            |
| Wan-Bissaka 38’ Emerson 40’ | Marcatori | 10’ Gabriel 27’ Trossard 34’ (rig.) Ødegaard 36’ Havertz 45+5’ (rig.) Saka |

| Arbitro: | Smith |

|                                    |           |                |
| Vardy 2’ El Khannouss 61’ Daka 90’ | Marcatori | 90+3’ Füllkrug |

| Arbitro: | Brooks |

|                      |           |             |
| Souček 54’ Bowen 72’ | Marcatori | 69’ Doherty |

| Arbitro: | Kavanagh |

|          |           |                          |
| Ünal 90’ | Marcatori | 87’ (rig.) Lucas Paquetá |

| Arbitro: | Jones |

|           |           |             |
| Kudus 58’ | Marcatori | 51’ Wieffer |

| Arbitro: | Smith |

|  |           |           |
|  | Marcatori | 59’ Bowen |

| Arbitro: | Taylor |

|  |           |                                                                  |
|  | Marcatori | 30’ Díaz 40’ Gakpo 44’ Salah 54’ Alexander-Arnold 84’ Diogo Jota |

| Arbitro: | Salisbury |

|                                                     |           |              |
| Coufal 10’ (aut.) Haaland 42’ Haaland 55’ Foden 58’ | Marcatori | 71’ Füllkrug |

| Arbitro: | Pawson |

|                                        |           |                     |
| Soler 31’ Souček 33’ Lucas Paquetá 67’ | Marcatori | 51’ Iwobi 78’ Iwobi |

| Arbitro: | Bramall |

|  |           |                              |
|  | Marcatori | 48’ Mateta 89’ (rig.) Mateta |

| Arbitro: | Bankes |

|           |           |             |
| Ramsey 8’ | Marcatori | 70’ Emerson |

| Arbitro: | Attwell |

|                                 |           |           |
| Neto 64’ Wan-Bissaka 74’ (aut.) | Marcatori | 42’ Bowen |

| Arbitro: | England |

|  |           |           |
|  | Marcatori | 4’ Schade |

| Arbitro: | Pawson |

|  |           |           |
|  | Marcatori | 44’ Bowen |

| Arbitro: | Taylor |

|                                   |           |  |
| Souček 21’ Vestergaard 43’ (aut.) | Marcatori |  |

| Arbitro: | Salisbury |

|  |           |                     |
|  | Marcatori | 63’ Bruno Guimarães |

| Arbitro: | Bond |

|               |           |            |
| O'Brien 90+1’ | Marcatori | 67’ Souček |

| Arbitro: | Harrington |

|            |           |  |
| Larsen 21’ | Marcatori |  |

| Arbitro: | Robinson |

|                        |           |                             |
| Füllkrug 61’ Bowen 68’ | Marcatori | 38’ Evanilson 79’ Evanilson |

| Arbitro: | Madley |

|                       |           |                      |
| Díaz 18’ van Dijk 89’ | Marcatori | 86’ (aut.) Robertson |

| Arbitro: | Kitchen |

|           |           |                 |
| Bowen 47’ | Marcatori | 90+3’ Ugochukwu |

| Arbitro: | England |

|                                   |           |                      |
| Ayari 13’ Mitoma 89’ Baleba 90+2’ | Marcatori | 48’ Kudus 83’ Souček |

| Arbitro: | Oliver |

|           |           |             |
| Bowen 28’ | Marcatori | 15’ Odobert |

| Arbitro: | Gillett |

|  |           |                      |
|  | Marcatori | 26’ Souček 57’ Bowen |

| Arbitro: | Barrott |

|           |           |                                |
| Bowen 86’ | Marcatori | 11’ Gibbs-White 61’ Milenković |

| Arbitro: | Robinson |

|               |           |                           |
| Broadhead 52’ | Marcatori | 43’ Ward-Prowse 55’ Bowen |

Il West Ham ha concluso il campionato con 43 punti (11 vittorie, 10 pareggi e 17 sconfitte in 38 partite disputate), ottenendo la permanenza in Premier League e rimanendo fuori da qualsiasi competizione europea.

### FA Cup
Partecipando alla Premier League, il West Ham comincerà la sua partecipazione in FA Cup a partire dal terzo turno.

#### Terzo turno
Dal sorteggio del terzo turno, effettuato il 2 dicembre 2024, il West Ham è stato accoppiato all'Aston Villa.
| Arbitro: | Robinson |

|                      |           |                  |
| Onana 71’ Rogers 76’ | Marcatori | 9’ Lucas Paquetá |

Con la sconfitta subita per 1-2 dall'Aston Villa, il West Ham è stato eliminato dalla FA Cup.

### EFL Cup
Il West Ham ha cominciato la sua partecipazione alla EFL Cup a partire dal secondo turno.

#### Secondo turno
Dal sorteggio, effettuato il 14 agosto 2024, il West Ham è stato accoppiato al Bournemouth.
| Arbitro: | Bankes |

|           |           |  |
| Bowen 88’ | Marcatori |  |

Con la vittoria per 1-0 sul Bournemouth, il West Ham si è qualificato al terzo turno di EFL Cup.

#### Terzo turno
Dal sorteggio, effettuato il 28 agosto 2024, il West Ham è stato accoppiato al Liverpool.
| Arbitro: | Madley |

|                                                               |           |                    |
| Diogo Jota 25’ Diogo Jota 49’ Salah 74’ Gakpo 90’ Gakpo 90+3’ | Marcatori | 21’ (aut.) Quansah |

Con la sconfitta subita per 1-5 dal Liverpool, il West Ham è stato eliminato al terzo turno di EFL Cup.

## Statistiche

### Statistiche di squadra
| Competizione   | Punti | In casa | In casa | In casa | In casa | In casa | In casa | In trasferta | In trasferta | In trasferta | In trasferta | In trasferta | In trasferta | Totale | Totale | Totale | Totale | Totale | Totale | DR  |
| Competizione   | Punti | G       | V       | N       | P       | Gf      | Gs      | G            | V            | N            | P            | Gf           | Gs           | G      | V      | N      | P      | Gf     | Gs     | DR  |
| -------------- | ----- | ------- | ------- | ------- | ------- | ------- | ------- | ------------ | ------------ | ------------ | ------------ | ------------ | ------------ | ------ | ------ | ------ | ------ | ------ | ------ | --- |
| Premier League | 43    | 19      | 5       | 5       | 9       | 23      | 34      | 19           | 6            | 5            | 8            | 23           | 28           | 38     | 11     | 10     | 17     | 46     | 62     | -16 |
| FA Cup         | -     | 0       | 0       | 0       | 0       | 0       | 0       | 1            | 0            | 0            | 1            | 1            | 2            | 1      | 0      | 0      | 1      | 1      | 2      | -1  |
| EFL Cup        | -     | 1       | 1       | 0       | 0       | 1       | 0       | 1            | 0            | 0            | 1            | 1            | 5            | 2      | 1      | 0      | 1      | 2      | 5      | -3  |
| Totale         | -     | 20      | 6       | 5       | 9       | 24      | 34      | 21           | 6            | 5            | 10           | 25           | 35           | 43     | 12     | 10     | 19     | 49     | 69     | -20 |

### Andamento in campionato
| Giornata  | 1  | 2 | 3  | 4  | 5  | 6  | 7  | 8  | 9  | 10 | 11 | 12 | 13 | 14 | 15 | 16 | 17 | 18 | 19 | 20 | 21 | 22 | 23 | 24 | 25 | 26 | 27 | 28 | 29 | 30 | 31 | 32 | 33 | 34 | 35 | 36 | 37 | 38 |
| --------- | -- | - | -- | -- | -- | -- | -- | -- | -- | -- | -- | -- | -- | -- | -- | -- | -- | -- | -- | -- | -- | -- | -- | -- | -- | -- | -- | -- | -- | -- | -- | -- | -- | -- | -- | -- | -- | -- |
| Luogo     | C  | T | C  | T  | C  | T  | C  | T  | C  | T  | C  | T  | C  | T  | C  | T  | C  | T  | C  | T  | C  | C  | T  | T  | C  | T  | C  | C  | T  | T  | C  | T  | C  | T  | C  | T  | C  | T  |
| Risultato | P  | V | P  | N  | P  | N  | V  | P  | V  | P  | N  | V  | P  | P  | V  | N  | N  | V  | P  | P  | V  | P  | N  | V  | P  | V  | V  | P  | N  | P  | N  | P  | N  | P  | N  | V  | P  | V  |
| Posizione | 14 | 9 | 13 | 14 | 14 | 14 | 12 | 15 | 13 | 14 | 14 | 14 | 14 | 14 | 14 | 14 | 14 | 13 | 13 | 14 | 13 | 14 | 14 | 16 | 16 | 16 | 15 | 16 | 16 | 16 | 16 | 17 | 17 | 17 | 17 | 15 | 15 | 14 |

Legenda:

Luogo: C = Casa; T = Trasferta. Risultato: R = Rinviata; V = Vittoria; N = Pareggio; P = Sconfitta.

### Statistiche individuali
| Giocatore      | Premier League | Premier League | Premier League | Premier League | FA Cup   | FA Cup | FA Cup      | FA Cup     | EFL Cup  | EFL Cup | EFL Cup     | EFL Cup    | Totale   | Totale | Totale      | Totale     |
| Giocatore      | Presenze       | Reti           | Ammonizioni    | Espulsioni     | Presenze | Reti   | Ammonizioni | Espulsioni | Presenze | Reti    | Ammonizioni | Espulsioni | Presenze | Reti   | Ammonizioni | Espulsioni |
| -------------- | -------------- | -------------- | -------------- | -------------- | -------- | ------ | ----------- | ---------- | -------- | ------- | ----------- | ---------- | -------- | ------ | ----------- | ---------- |
| M. Antonio     | 14             | 1              | 1              | 0              | 0        | 0      | 0           | 0          | 1        | 0       | 0           | 0          | 15       | 1      | 1           | 0          |
| E. Álvarez     | 28             | 0              | 8              | 1              | 1        | 0      | 0           | 0          | 2        | 0       | 2           | 1          | 31       | 0      | 10          | 2          |
| A. Areola      | 26             | -41            | 0              | 0              | 0        | 0      | 0           | 0          | 0        | 0       | 0           | 0          | 26       | -41    | 0           | 0          |
| J. Bowen       | 34             | 13             | 1              | 0              | 0        | 0      | 0           | 0          | 2        | 1       | 0           | 0          | 36       | 14     | 1           | 0          |
| K. Casey       | 1              | 0              | 0              | 0              | 0        | 0      | 0           | 0          | 0        | 0       | 0           | 0          | 1        | 0      | 0           | 0          |
| V. Coufal      | 22             | 0              | 5              | 0              | 1        | 0      | 0           | 0          | 2        | 0       | 0           | 0          | 25       | 0      | 5           | 0          |
| A. Cresswell   | 18             | 0              | 3              | 0              | 1        | 0      | 0           | 0          | 1        | 0       | 0           | 0          | 20       | 0      | 3           | 0          |
| Emerson        | 31             | 2              | 5              | 0              | 0        | 0      | 0           | 0          | 1        | 0       | 0           | 0          | 32       | 2      | 5           | 0          |
| Ł. Fabiański   | 14             | -21            | 2              | 0              | 1        | -2     | 0           | 0          | 2        | -5      | 1           | 0          | 17       | -28    | 3           | 0          |
| E. Ferguson    | 8              | 0              | 0              | 0              | 0        | 0      | 0           | 0          | 0        | 0       | 0           | 0          | 8        | 0      | 0           | 0          |
| N. Füllkrug    | 18             | 3              | 2              | 0              | 1        | 0      | 0           | 0          | 1        | 0       | 0           | 0          | 20       | 3      | 2           | 0          |
| D. Ings        | 15             | 1              | 0              | 0              | 1        | 0      | 0           | 0          | 1        | 0       | 0           | 0          | 17       | 1      | 0           | 0          |
| A. Irving      | 10             | 0              | 2              | 0              | 0        | 0      | 0           | 0          | 1        | 0       | 0           | 0          | 11       | 0      | 2           | 0          |
| M. Kilman      | 38             | 0              | 5              | 0              | 1        | 0      | 0           | 0          | 2        | 0       | 0           | 0          | 41       | 0      | 5           | 0          |
| M. Kudus       | 32             | 5              | 2              | 1              | 1        | 0      | 1           | 0          | 2        | 0       | 0           | 0          | 35       | 5      | 3           | 1          |
| Lucas Paquetá  | 33             | 4              | 10             | 0              | 1        | 1      | 0           | 0          | 2        | 0       | 1           | 0          | 36       | 5      | 11          | 0          |
| Luis Guilherme | 12             | 0              | 0              | 0              | 1        | 0      | 0           | 0          | 0        | 0       | 0           | 0          | 13       | 0      | 0           | 0          |
| K. Mavropanos  | 33             | 0              | 6              | 1              | 1        | 0      | 0           | 0          | 1        | 0       | 0           | 0          | 35       | 0      | 6           | 1          |
| L. Orford      | 2              | 0              | 0              | 0              | 0        | 0      | 0           | 0          | 0        | 0       | 0           | 0          | 2        | 0      | 0           | 0          |
| G. Rodríguez   | 23             | 0              | 6              | 0              | 0        | 0      | 0           | 0          | 1        | 0       | 0           | 0          | 24       | 0      | 6           | 0          |
| O. Scarles     | 15             | 0              | 1              | 0              | 1        | 0      | 0           | 0          | 0        | 0       | 0           | 0          | 16       | 0      | 1           | 0          |
| C. Soler       | 31             | 1              | 6              | 0              | 1        | 0      | 0           | 0          | 1        | 0       | 0           | 0          | 33       | 1      | 6           | 0          |
| T. Souček      | 35             | 9              | 8              | 0              | 1        | 0      | 0           | 0          | 2        | 0       | 0           | 0          | 38       | 9      | 8           | 0          |
| C. Summerville | 19             | 1              | 2              | 0              | 1        | 0      | 0           | 0          | 2        | 0       | 0           | 0          | 22       | 1      | 2           | 0          |
| J.-C. Todibo   | 27             | 0              | 3              | 0              | 0        | 0      | 0           | 0          | 2        | 0       | 1           | 0          | 29       | 0      | 4           | 0          |
| A. Wan-Bissaka | 36             | 2              | 1              | 0              | 1        | 0      | 0           | 0          | 1        | 0       | 1           | 0          | 38       | 2      | 2           | 0          |
| J. Ward-Prowse | 15             | 1              | 2              | 0              | 0        | 0      | 0           | 0          | 1        | 0       | 0           | 0          | 16       | 1      | 2           | 0          |